# 花村四郎
花村 四郎（はなむら しろう、1891年（明治24年）8月30日 - 1963年（昭和38年）7月1日）は日本の弁護士、政治家。衆議院議員。法務大臣（第6代・第7代）を歴任。

## 来歴
長野県東筑摩郡上川手村（現在の安曇野市豊科光）に生まれる。村長を務めた父が早世し、苦学する。旧制松本商業学校（現在の松商学園高等学校）を経て、1917年（大正6年）日本大学法律科を卒業する。卒業後2年間大学に残り、法律を学び、1919年（大正8年）弁護士試験に合格し、弁護士を開業した。
1927年（昭和2年）東京弁護士会副会長に就任する。1932年（昭和7年）鳩山の勧めもあり東京市会議員選挙に立候補し当選する。1936年（昭和11年）東京市議のまま、東京府会議員に当選する。同年の第19回衆議院議員総選挙に旧東京5区（定員5名）から政友会公認で立候補するものの落選。1942年（昭和17年）の第21回衆議院議員総選挙では鳩山らに与する形で前々回の総選挙と同じく、旧東京5区から翼賛政治体制協議会非推薦で立候補。最下位ながらも当選を果たした。以後通算当選8回。
1945年（昭和20年）終戦を迎え、同年10月日本自由党の結党に参加し、同党の総裁に就いた鳩山の秘書となるが、鳩山が公職追放となり、第1次吉田内閣で文部参与官に就任した。法曹出身者として第3次吉田内閣で衆議院法務委員会委員長、1952年（昭和27年）には裁判官弾劾裁判長に就任した。同年、鳩山の追放が解除されると鳩山派の一員として吉田自由党と対立する。その後は分党派自由党及び日本民主党の結党に参加し、1954年（昭和29年）第1次鳩山一郎内閣の法務大臣として入閣し、第2次鳩山一郎内閣でも留任する。その後、日本民主党と吉田自由党が合同して出来た、自由民主党の結党に参画。法相退任後は、日本商科大学、千葉商科大学で教壇に立った。鳩山引退後は、石橋派を経て、藤山派に所属した。1963年（昭和38年）7月1日、71歳で死去。墓所は多磨霊園

## 人物

### 弁護士として
弁護士としては民刑共に得意である。当時の少壮弁護士は、社会問題化していた農村における小作争議で小作人の擁護に当たる傾向があったが、花村も香川県大田村伏石の伏石争議で小作人の弁護に当たった。花村は警察当局が公判を有利に進めるため武装した警察官を配置したことに抗議し拘束されたこともあった。1926年（大正15年）日本弁護士協会理事に選出される。同年長野県で起きた警廃事件では、弁護団長となった原嘉道（のちの司法大臣、枢密院議長）に見出され弁護団に参加する。原、花村ら弁護団は事件が梅谷光貞長野県知事の警察署三箇所の廃止が原因と主張し、有利な判決を勝ち取る。この事件を契機に立憲政友会所属の衆議院議員だった、鳩山一郎と関係を持つことになる。尚、この間に万朝報の主筆などを務めている。

### 人柄
宗教は真宗。趣味は読書、庭球。長野県在籍。

## 家族・親族
花村家
長野県東筑摩郡上川手村、東京市中野区朝日ヶ丘町
- 母・千恵子[3]
- 妻・文枝（長野県、岡村又次郎の長女）[3]

1896年 -
- 子（娘）[3]

## 著書
- 『陪審法通義』[2]
- 『独逸弁護士法』
- 『欧州経済統合の経緯とその前途』
- 『最近の欧米を巡りて』[4]